# جرج کلی
جرج الکساندر کلی (به انگلیسی: George Kelly) ‏(۱۹۶۶-۱۹۰۵) از روان شناسان معروف آمریکایی است. کلی جانشین کارل راجرز در دانشگاه ایالتی اوهایو آمریکا بود. وی سال‌ها به حرفه روان شناسی بالینی پرداخت و بر پایه مشاهداتش روی افرادی که تحت روان‌درمانی قرار می‌گرفتند نظریه‌ای شخصیتی فرمول بندی نمود و آن را روان شناسی سازه‌های شخصی (به انگلیسی: psychology of personal constructs) نامید. شیوه‌ای که کلی برای روان‌درمانی انتخاب کرده بود به روش درمان از طریق نقش ثابت موسوم گردید. در این روش بیمار نقشی را که درمانگر برای او انتخاب می‌کرد در طول درمان ایفا می‌نمود. فرض این بود که جایگزینی نقش جدید به جای شخصیت قدیم به رفع مشکلات بیمار می‌انجامد.

## نظریه سازه شخصی
کلی معتقد بود که افراد مانند دانشمندان، با تدوین کردن فرضیه هایی درباره محیط و آزمودن آنها در برابر واقعیت زندگی روزمره، دنیای تجربیات خود را درک کرده و سازمان می دهند. بنابراین ما با توجه به فرضیه ها یا الگوهایی که می سازیم به دنیای خود معنا می دهیم، این دیدگاه خاص، این الگوی منحصر به فرد که هر کسی آن را به وجود می‌آورد این همان چیزی است که کلی آنرا سیستم سازه نامید.

## کتاب‌ها
- کتاب مهم او روان شناسی سازه‌های شخصی است که در سال ۱۹۵۵ میلادی به چاپ رسید.[۱]
- نظریه شخصیت که در سال ۱۹۶۳ میلادی منتشر شد.[۳]

## آثار فارسی
خسرو باقری نوع پرست ، سازه گرایی واقع گرایانه : بازسازی سازه گرایی شخصی جرج کلی، مجله روانشناسی و علوم تربیتی دانشگاه تهران، 1384، -، 21-56